# Regiões metropolitanas da Itália
A tabela a seguir mostra as principais áreas metropolitanas na Itália por população.
| n° | Região metropolitana                       | População | Superfície (em km²) |
| -- | ------------------------------------------ | --------- | ------------------- |
| 1  | Região metropolitana de Milão              | 7.400.000 | 3.089 km2           |
| 2  | Região metropolitana de Roma               | 4.340.000 | 12.000 km2          |
| 3  | Região metropolitana de Nápoles            | 5.000.000 | 2.300 km2           |
| 4  | Região metropolitana de Turim              | 1.700.000 | 1.127 km2           |
| 5  | Região metropolitana de Palermo            | 1.040.000 | 1.391 km2           |
| 6  | Região metropolitana de Génova             | 1.400.000 | 4.200 km2           |
| 7  | Região metropolitana de Bari               | 1.000.000 | 2.270 km2           |
| 8  | Região metropolitana de Florença           | 1.500.000 | 4.844 km2           |
| 9  | Região metropolitana de Bolonha            | 980.000   | 3.703 km2           |
| 10 | Região metropolitana de Catânia            | 760.000   | 939 km2             |
| 11 | Região metropolitana de Cagliari           | 470.000   | 1.800 km2           |
| 12 | Região metropolitana de Veneza             | 3.270.000 | 6.680 km2           |
| 13 | Região metropolitana de Messina            | 480.000   | 1.135 km2           |
| 14 | Região metropolitana de Reggio di Calabria | 380.000   | 1.165 km2           |
| 15 | Região metropolitana de Trieste            | 240.000   | 212 km2             |